# Sérgio Bueno de Camargo
Sérgio Paulo Almeida Bueno de Camargo (Santos, 1947 — São Paulo, 2 de maio de 2020) foi um médico cardiologista brasileiro. Era considerado referência na cardiologia do estado de São Paulo.

## Biografia
Morador de Santos, no litoral de São Paulo, era considerado referência na cardiologia paulista. Foi conhecido como defensor da saúde pública e pela dedicação aos pacientes.
Em 2 de maio, morreu vítima da COVID-19, após passar quinze dias internado no Hospital Sírio-Libanês em razão da doença, aos 73 anos. Desde o início da pandemia, demonstrava preocupação com a rápida transmissão da doença e o aumento da curva de infectados. Em publicações nas redes sociais, familiares e colegas de profissão lamentaram a morte do médico.